# Стеєн Тюкосен
Стеєн Тюкосен (дан. Steen Thychosen, нар. 22 вересня 1958, Вайле, Данія) — данський футболіст, що грав на позиції нападника. По завершенні ігрової кар'єри — тренер.
Виступав, зокрема, за клуби «Боруссія» (Менхенгладбах), «Лозанна», а також національну збірну Данії.
Дворазовий чемпіон Данії. Володар Кубка УЄФА.
Син Мадс Тюкосен також футболіст.

## Клубна кар'єра
У дорослому футболі дебютував 1977 року виступами за команду клубу «Вайле», в якій провів один сезон. За цей час виборов титул чемпіона Данії.
Згодом з 1978 по 1985 рік грав у складі команд клубів «Боруссія» (Менхенгладбах), «Моленбек» та «Вайле». Протягом цих років додав до переліку своїх трофеїв ще один титул чемпіона Данії, ставав володарем Кубка УЄФА.
Своєю грою за останню команду привернув увагу представників тренерського штабу клубу «Лозанна», до складу якого приєднався 1985 року. Відіграв за швейцарську команду наступні чотири сезони своєї ігрової кар'єри. Більшість часу, проведеного у складі «Лозанни», був основним гравцем атакувальної ланки команди. У складі «Лозанни» був одним з головних бомбардирів команди, маючи середню результативність на рівні 0,58 голу за гру першості.
Завершив професійну ігрову кар'єру у клубі «Вайле», у складі якого вже виступав раніше. Прийшов до команди 1989 року, захищав її кольори до припинення виступів на професійному рівні у 1992.

## Виступи за збірну
1984 року дебютував в офіційних матчах у складі національної збірної Данії. Протягом кар'єри у національній команді, яка тривала усього 3 роки, провів у формі головної команди країни 2 матчі.
У складі збірної був учасником чемпіонату Європи 1984 року у Франції.

## Кар'єра тренера
Розпочав тренерську кар'єру 2003 року, очоливши тренерський штаб клубу «Вайле». Також працював асистентом та тренером нападників ФК «Фредеріція».

## Титули і досягнення
- Чемпіон Данії (2):

«Вайле»: 1978, 1984
- Володар Кубка Данії (1):

«Вайле»: 1985-1986
- Володар Кубка УЄФА (1):

«Боруссія Менхенгладбах»: 1978-1979
- Найкращий бомбардир Чемпіонату Данії (1):

«Вайле»: 1984
- Найкращий бомбардир Чемпіонату Швейцарії (1):

«Лозанна»: 1985-1986